# Edgar (football, 1987)
Pour les articles homonymes, voir Edgar.
Edgar Bruno da Silva, plus communément appelé Edgar, est un footballeur brésilien né le 3 janvier 1987 à São Carlos.

## Carrière
- 2005-2006 : Joinville EC  Brésil
  - oct. 2006-déc. 2006 : São Paulo FC  Brésil (prêt)
- fév. 2007-2007 : Beira-Mar  Portugal
- 2007-2008 : FC Porto  Portugal
  - jan. 2008-2008 : Académica Coimbra  Portugal (prêt)
- 2008-jan. 2009 : Étoile rouge de Belgrade  Serbie
- jan. 2009-2009 : Vasco da Gama  Brésil
- 2009-2010 : CD Nacional  Portugal
- 2010-2012 : Vitoria Guimarães  Portugal
- 2012-2015 : Al Shabab Dubaï
- 2015-2016 : Al Wasl Dubaï
- 2016-jan. 2017 : Adanaspor  Turquie
- avr.-déc. 2017 : Al-Duhail  Qatar
- fév.-juin 2018 : Buriram United  Thaïlande
- depuis juillet 2018- : Daegu FC  Corée du Sud

## Palmarès
- Championnat du Qatar : 2017
- Coupe de Corée du Sud : 2018